# Куриловская (Архангельская область)
Куриловская — деревня в Устьянском районе Архангельской области.

## География
Находится в южной части Архангельской области на расстоянии приблизительно 77 км на восток-северо-восток по прямой от административного центра района поселка Октябрьский на правом берегу речки Мехреньга.

## История
В 1859 году здесь (деревня Вельского уезда Вологодской губернии) было учтено 20 дворов. До 2022 года входила в Дмитриевское сельское поселение до его упразднения.

## Население
Численность населения: 149 человек (1859 год), 23 (русские 100 %) в 2002 году, 27 в 2010.